# Jordan Clark (calciatore)
Jordan Charles Clark (Hoyland, 22 settembre 1993) è un calciatore inglese,  attaccante del Luton Town.

## Carriera
Cresce nelle giovanili del Barnsley debutta in prima squadra il 12 aprile 2011, in una sconfitta per 0-1 in casa contro il Queens Park Rangers. Dopo vari prestiti, tra cui al  Chesterfield viene ceduto allo Shrewsbury Town. Dopo due stagioni si trasferisce all'Accrington Stanley dove centra la promozione in League One.
Il 5 agosto 2020 firma a parametro zero per il Luton Town.

## Statistiche

### Presenze e reti nei club
Statistiche aggiornate al 25 aprile 2025.
| Stagione                  | Squadra                   | Campionato                | Campionato | Campionato | Coppe nazionali | Coppe nazionali | Coppe nazionali | Coppe continentali | Coppe continentali | Coppe continentali | Altre coppe | Altre coppe | Altre coppe | Totale | Totale |
| Stagione                  | Squadra                   | Comp                      | Pres       | Reti       | Comp            | Pres            | Reti            | Comp               | Pres               | Retin              | Comp        | Pres        | Reti        | Pres   | Reti   |
| ------------------------- | ------------------------- | ------------------------- | ---------- | ---------- | --------------- | --------------- | --------------- | ------------------ | ------------------ | ------------------ | ----------- | ----------- | ----------- | ------ | ------ |
| 2010-2011                 | Barnsley                  | FLC                       | 4          | 0          | -               | -               | -               | -                  | -                  | -                  | -           | -           | -           | 4      | 0      |
| 2011-2012                 | Barnsley                  | FLC                       | 2          | .0         | FACup           | 0               | 0               | -                  | -                  | -                  | -           | -           | -           | 2      | 0      |
| 2012-gen. 2013            | Barnsley                  | FLC                       | 0          | 0          | CdL             | 1               | 0               | -                  | -                  | -                  | -           | -           | -           | 1      | 0      |
| Totale Barnsley           | Totale Barnsley           | Totale Barnsley           | 6          | 0          |                 | 1               | 0               |                    | -                  | -                  |             | -           | -           | 7      | 0      |
| gen.-giu. 2013            | Chesterfield              | FC                        | 2          | 0          | FACup           | 0               | 0               | -                  | -                  | -                  | -           | -           | -           | 2      | 0      |
| 2013-gen. 2014            | Scunthorpe Utd            | FL2                       | 1          | 0          | FACup           | 0               | 0               | -                  | -                  | -                  | -           | -           | -           | 1      | 0      |
| gen.-giu. 2014            | Hyde                      | FC                        | 16         | 1          | -               | -               | -               | -                  | -                  | -                  | -           | -           | -           | 16     | 1      |
| 2014-2015                 | Shrewsbury Town           | FL2                       | 27         | 3          | FACup+CdL       | 3+2             | 0               | -                  | -                  | -                  | -           | -           | -           | 32     | 3      |
| 2015-2016                 | Shrewsbury Town           | FL1                       | 20         | 2          | FACup           | 4               | 0               | -                  | -                  | -                  | -           | -           | -           | 24     | 2      |
| Totale Shrewsbury Town    | Totale Shrewsbury Town    | Totale Shrewsbury Town    | 47         | 5          |                 | 9               | 0               |                    | -                  | -                  |             | -           | -           | 56     | 5      |
| 2016-2017                 | Accrington Stanley        | FL2                       | 42         | 1          | CdL+FACup       | 2+4             | 0+1             | -                  | -                  | -                  | -           | -           | -           | 48     | 2      |
| 2017-2018                 | Accrington Stanley        | FL2                       | 43         | 8          | CdL+FACup       | 2+1             | 1               | -                  | -                  | -                  | -           | -           | -           | 46     | 9      |
| 2018-2019                 | Accrington Stanley        | FL1                       | 43         | 5          | FACup+CdL       | 4+1             | 1               | -                  | -                  | -                  | -           | -           | -           | 48     | 6      |
| 2019-2020                 | Accrington Stanley        | FL1                       | 34         | 6          | CdL+FACup       | 1+1             | 0               | -                  | -                  | -                  | -           | -           | -           | 36     | 6      |
| Totale Accrington Stanley | Totale Accrington Stanley | Totale Accrington Stanley | 162        | 20         |                 | 16              | 3               |                    | -                  | -                  |             | -           | -           | 178    | 23     |
| 2020-2021                 | Luton Town                | FLC                       | 34         | 1          | FACup+CdL       | 3+2             | 1+1             | -                  | -                  | -                  | -           | -           | -           | 39     | 3      |
| 2021-2022                 | Luton Town                | FLC                       | 25+2       | 2          | FACup           | 1               | 0               | -                  | -                  | -                  | -           | -           | -           | 28     | 2      |
| 2022-2023                 | Luton Town                | FLC                       | 38+3       | 2+1        | FACup           | 3               | 1               | -                  | -                  | -                  | -           | -           | -           | 44     | 4      |
| 2023-2024                 | Luton Town                | PL                        | 23         | 1          | FACup           | 3               | 2               | -                  | -                  | -                  | -           | -           | -           | 26     | 3      |
| 2024-2025                 | Luton Town                | FLC                       | 38         | 5          | FACup+CdL       | 1+1             | 0               | -                  | -                  | -                  | -           | -           | -           | 40     | 5      |
| Totale Luton Town         | Totale Luton Town         | Totale Luton Town         | 158+5      | 11+1       |                 | 14              | 5               |                    | -                  | -                  |             | -           | -           | 177    | 17     |
| Totale carriera           | Totale carriera           | Totale carriera           | 397        | 38         |                 | 40              | 8               |                    | -                  | -                  |             | -           | -           | 437    | 46     |

## Palmarès

### Club

#### Competizioni nazionali
- Campionato inglese di quarta divisione: 1

Accrington Stanley: 2017-2018